# Religione sami

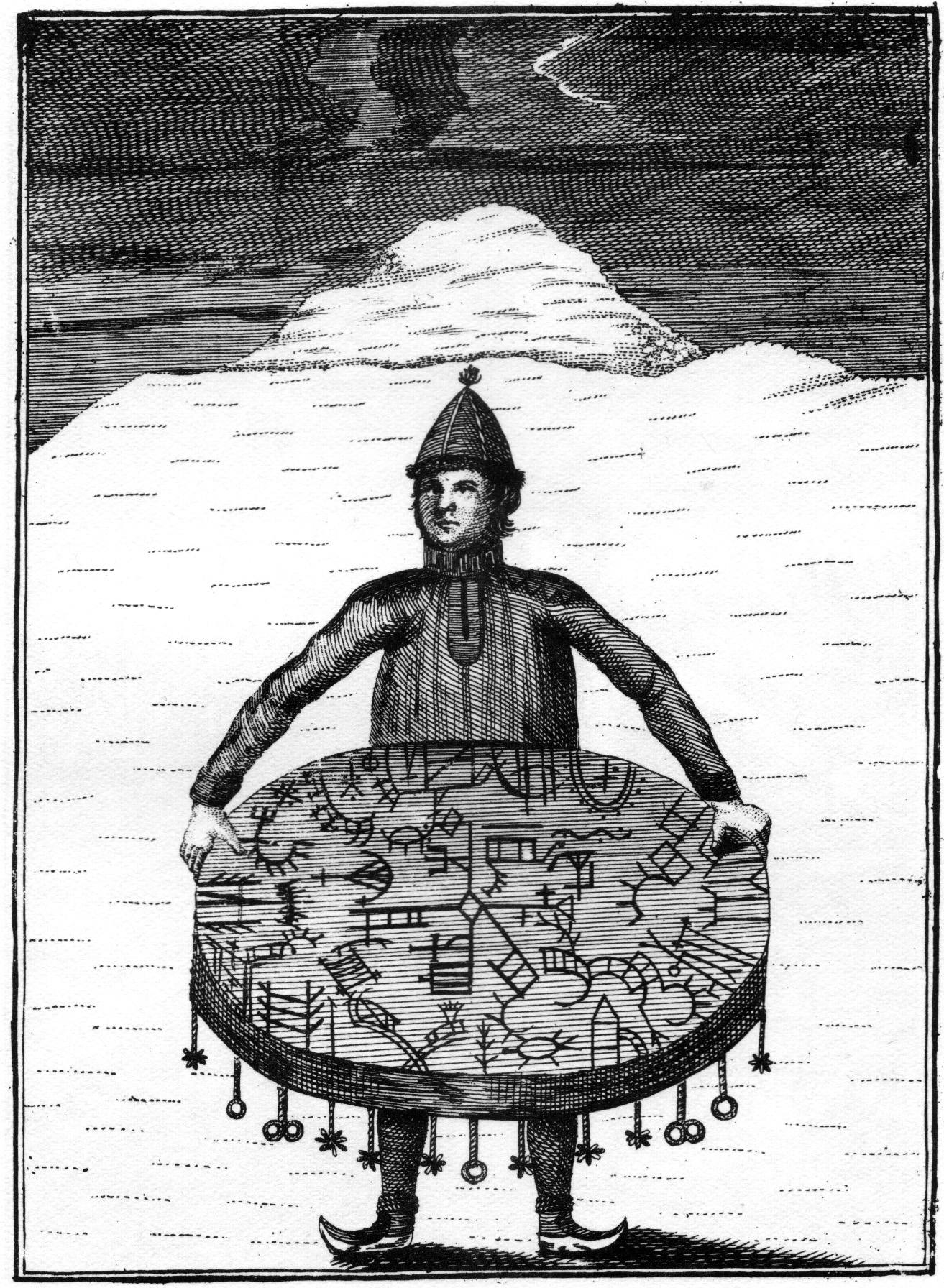
Uno sciamano sami

La religione tradizionale dei Sami è una religione politeista e basata sulle forze della natura che si inquadra sia nell'ambito delle religioni ugrofinniche che nell'ambito delle religioni artiche.
Si tratta di forme di culto attestate sin dagli inizi della storia di questo popolo, che in seguito hanno subito nel corso dei secoli forti influenze da parte delle religioni dei vicini scandinavi e russi. Il cristianesimo iniziò ad attecchire soltanto a partire dal XVIII secolo.
Anche se i Sami sono ormai quasi del tutto cristianizzati, minoranze sciamaniche e neosciamaniche sopravvivono ancora oggi: nel 2012 il governatore della Contea di Troms ha riconosciuto l'Associazione sciamanica di Troms.

## Caratteristiche

### Spiriti tutelari e luoghi di culto

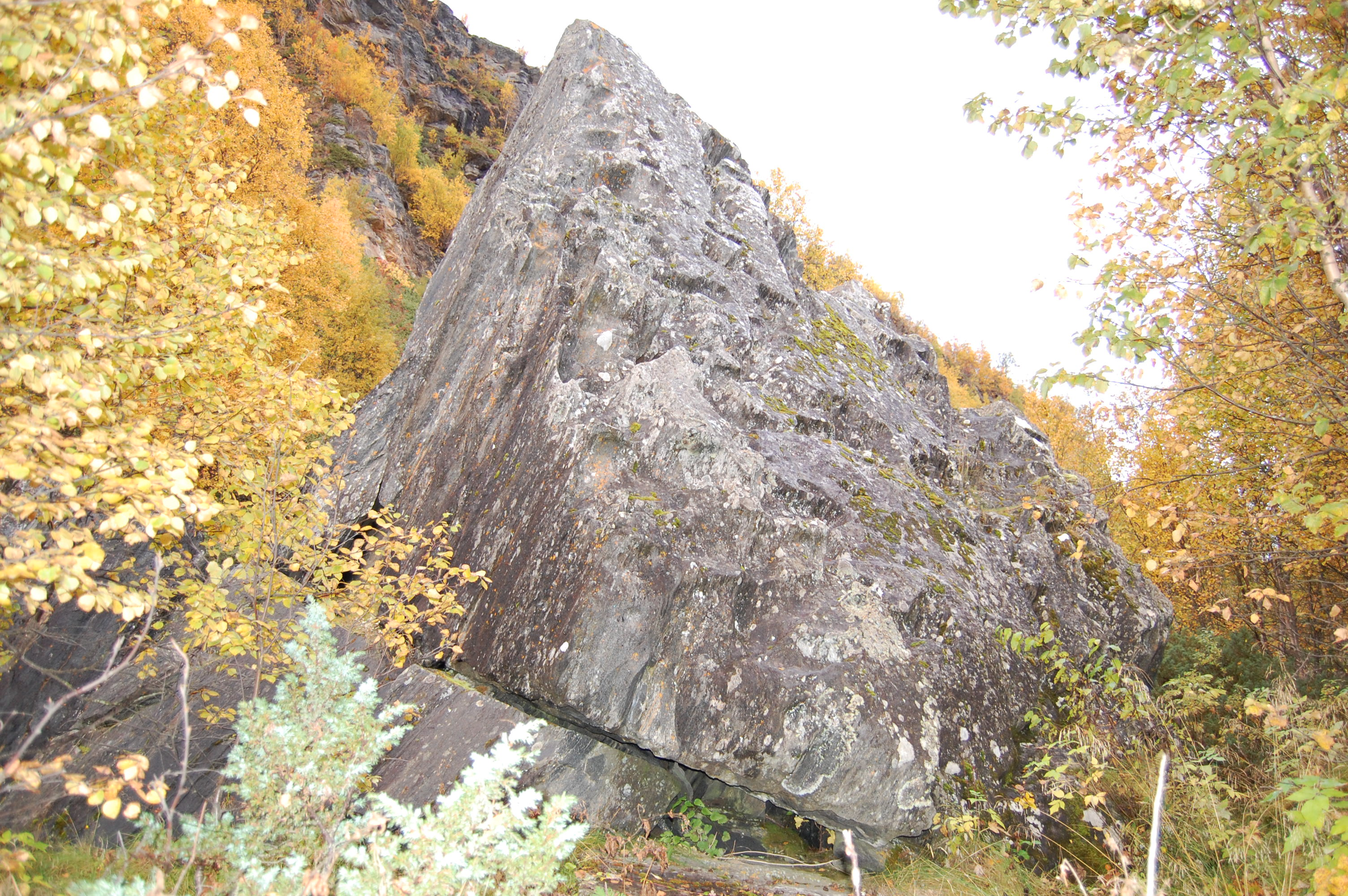
Uno sieidi

I Sami credevano che la natura fosse dominata da forze soprannaturali chiamate halde (dal fin. haltia), ovvero degli "spiriti tutelari" o "custodi" che risiedevano nei boschi, nei laghi, ecc.
Gli halde venivano invocati per favorire la caccia o la pesca in luoghi di culto chiamati passe, saivo o saiva. Questi luoghi sacri erano contrassegnati da blocchi di pietra naturali chiamati seite o sieidi, che si riteneva fossero la dimora degli halde.
Inoltre, in ogni villaggio (sita) vi era un luogo di culto dove si veneravano gli spiriti tutelari delle famiglie.
Gli oggetti sacri, tra cui il tamburo sami, venivano conservati nella parte posteriore della tenda (kote), detta påssjo e riservata agli uomini. Nella parte anteriore della tenda, situata vicino all'entrata, trovavano invece posto le divinità tutelari delle donne (vedi sotto).

### Culto dell'orso
Uno degli elementi centrali della religione sami è la festa dell'orso, che si svolgeva dopo aver catturato l'animale, il quale doveva essere ringraziato per non aver ferito il cacciatore. La cerimonia serviva sia per chiedere perdono all'animale, sia per propiziare la fortuna nelle battute di caccia future.
Durante la cerimonia, una sorta di funerale, l'animale veniva rappresentato da uomini e donne, mentre la testa dell'animale veiniva posta solitamente su un albero. In seguito, venivano sepolti alcuni resti dell'orso, quali la testa, le ossa, la coda e gli organi riproduttivi.

### Sciamanesimo

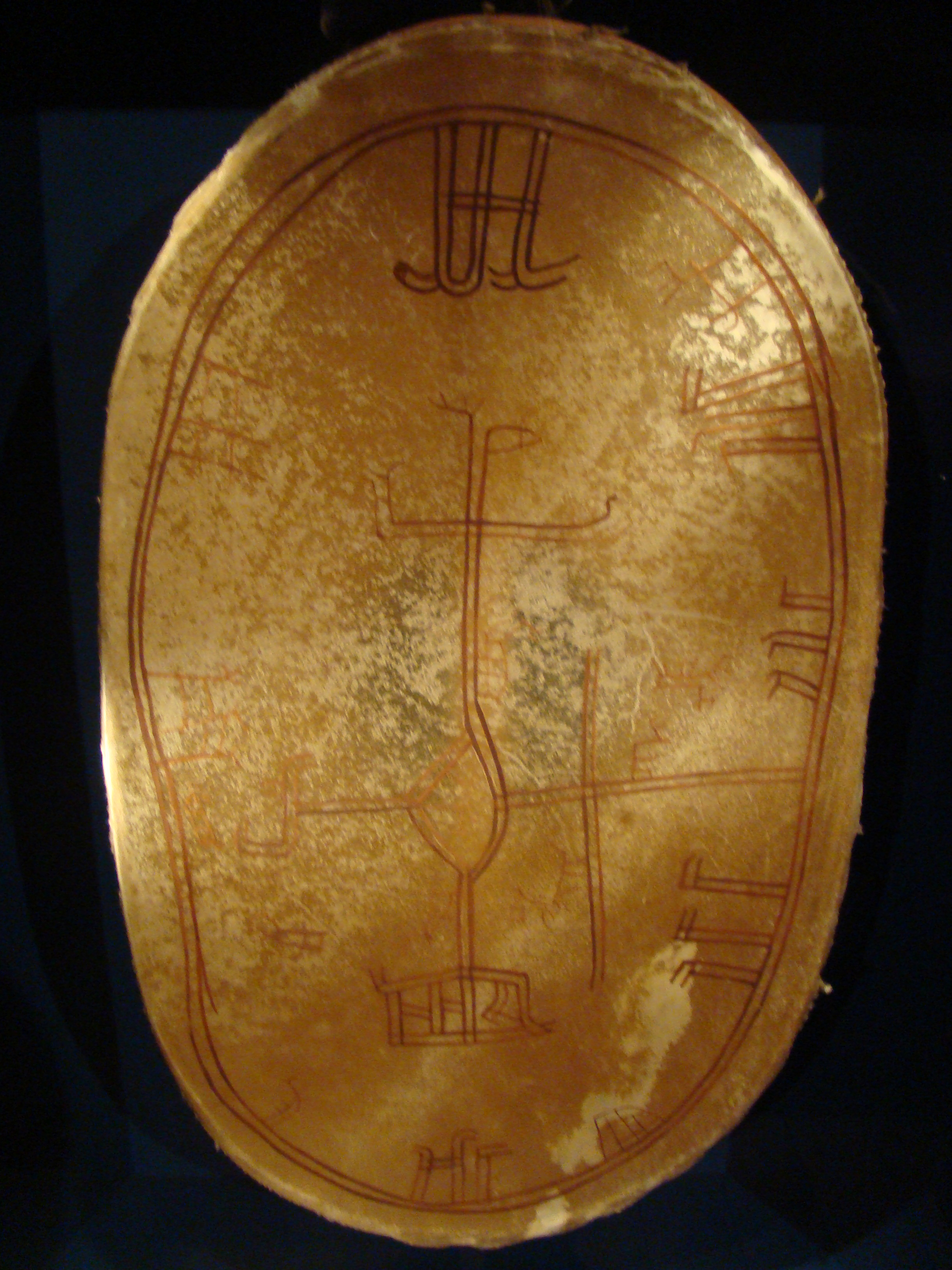
Un tamburo sami

I Sami credevano che l'uomo possedesse tre cose, il corpo, l'anima e lo spirito e definivano la morte come "la scomparsa dell'anima", che si rifugiava nel regno dei morti.
Per sottrarre una persona malata alla morte, doveva essere rintracciata la sua anima "distaccatasi dal corpo" e questo compito spettava allo sciamano, che i Sami chiamano noaide o noaidi.
Lo sciamano dei Sami, che si pensava fosse accompagnato da uno spirito tutelare chiamato Kadze ("Compagno"), si serviva di uno speciale tamburo, dove erano raffigurati divinità, spiriti tutelari e una sorta di mappa dell'universo.

## Divinità

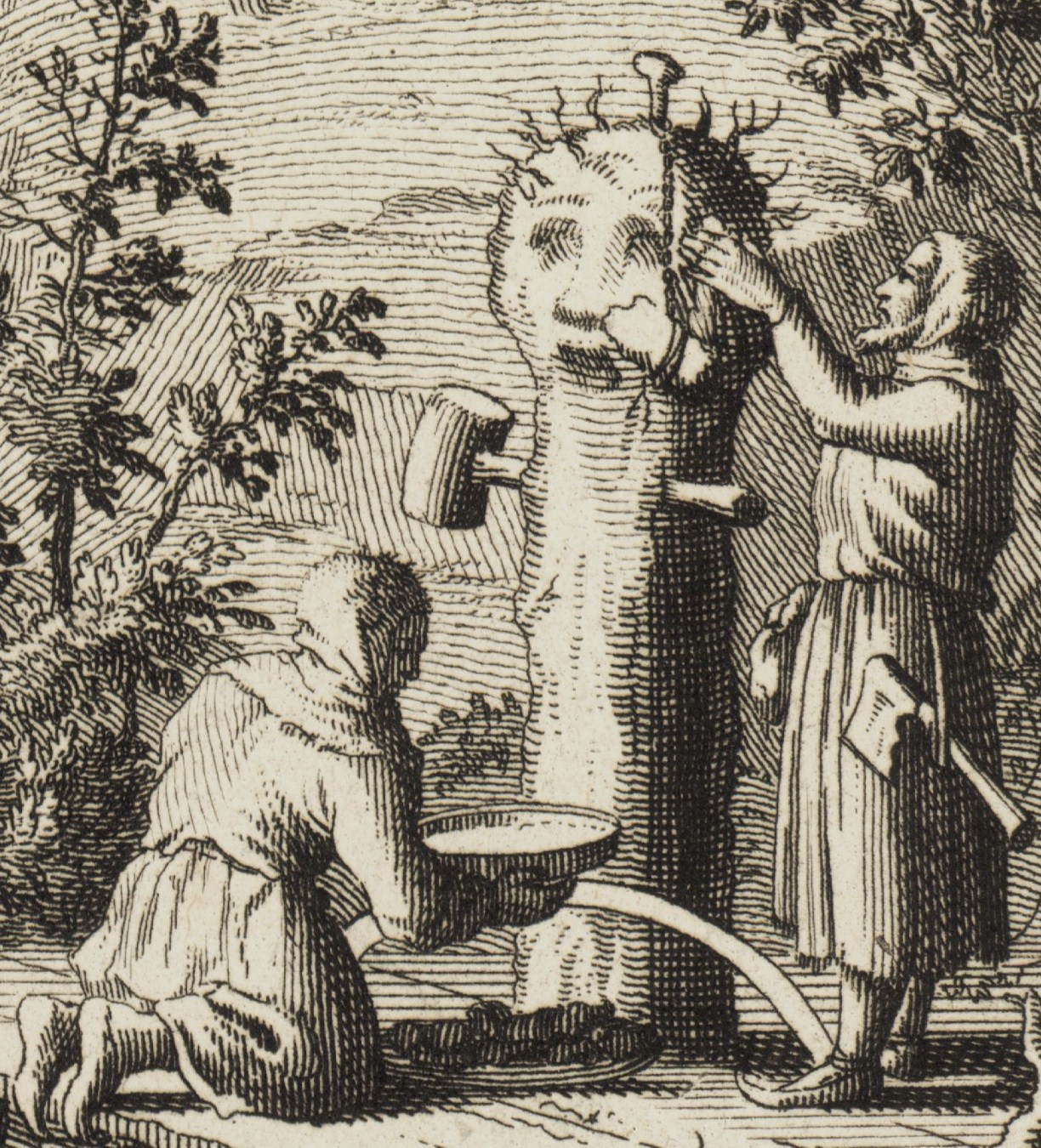
Venerazione di Tiermes

Nella mitologia dei Sami, si riscontrano profonde differenze tra quella dei Sami occidentali e quella dei Sami orientali, in quanto la prima è stata fortemente influenzata dalla mitologia nordica.
Un tempo gli antichi Sami veneravano come divinità principale Tiermes, il signore della pioggia, diventato in seguito Veraldenolmai, Horogalles o Bieggolmai.
Nello specifico, nel pantheon sami si ritrovano le seguenti divinità:

### Divinità principali
- Radien ("Colui che regna") o Veraldenradien ("Colui che regge l'universo") o Veraldenolmai ("L'uomo dell'universo"): era la divinità principale dei Sami occidentali[3].
- Horagalles o Horogalles: era la divinità principale dei Sami occidentali ed era una figura plasmata su quella del dio germanico Nijord[3].
- Bieggolmai: era il dio dei venti e delle meteore presso i Sami occidentali[3].
- Ilmaris: era il dio dei venti presso i Sami orientali[3].
- Jabmeakka: era la dea che presiedeva il regno dei morti[7]. Si credeva che il regno dei morti fosse suddiviso nel regno dei morti buoni, chiamato saivamo e situato tra le montagne, e quello dei morti malvagi, chiamato jabmeaio[7].

### Divinità tutelari
- Maderakka ("Vecchia della Terra") e le sue tre figlie: Uksakka ("Vecchia della porta"), Juksakka ("Vecchia dell'arco") e Sarakka (oppure Sarak od anche Sarakky) ("Vecchia del fuoco"), erano le divinità tutelari delle donne[6][8].
- Čorve Radien: era un essere a forma di renna, divinità tutelare delle renne presso i Sami occidentali[3].
- Mintiš o Mientuš o Meantas-ajk: era il corrispondente di Čorve Radien presso i Sami orientali[3].
- Leibolmai ("Uomo ontano"): era una divinità a forma di uomo o albero (forse un ontano), considerata la divinità tutelare degli orsi (chiamati nelle cronache sami leib-olmak)[5].